# 竹成五百羅漢
竹成五百羅漢（たけなりごひゃくらかん）は、三重県三重郡菰野町にある大日堂の境内に多くの石仏があり、地元ではその石仏を竹成の五百羅漢と呼んでいる。昭和42年（1967年）2月10日に三重県指定の史跡になっている。

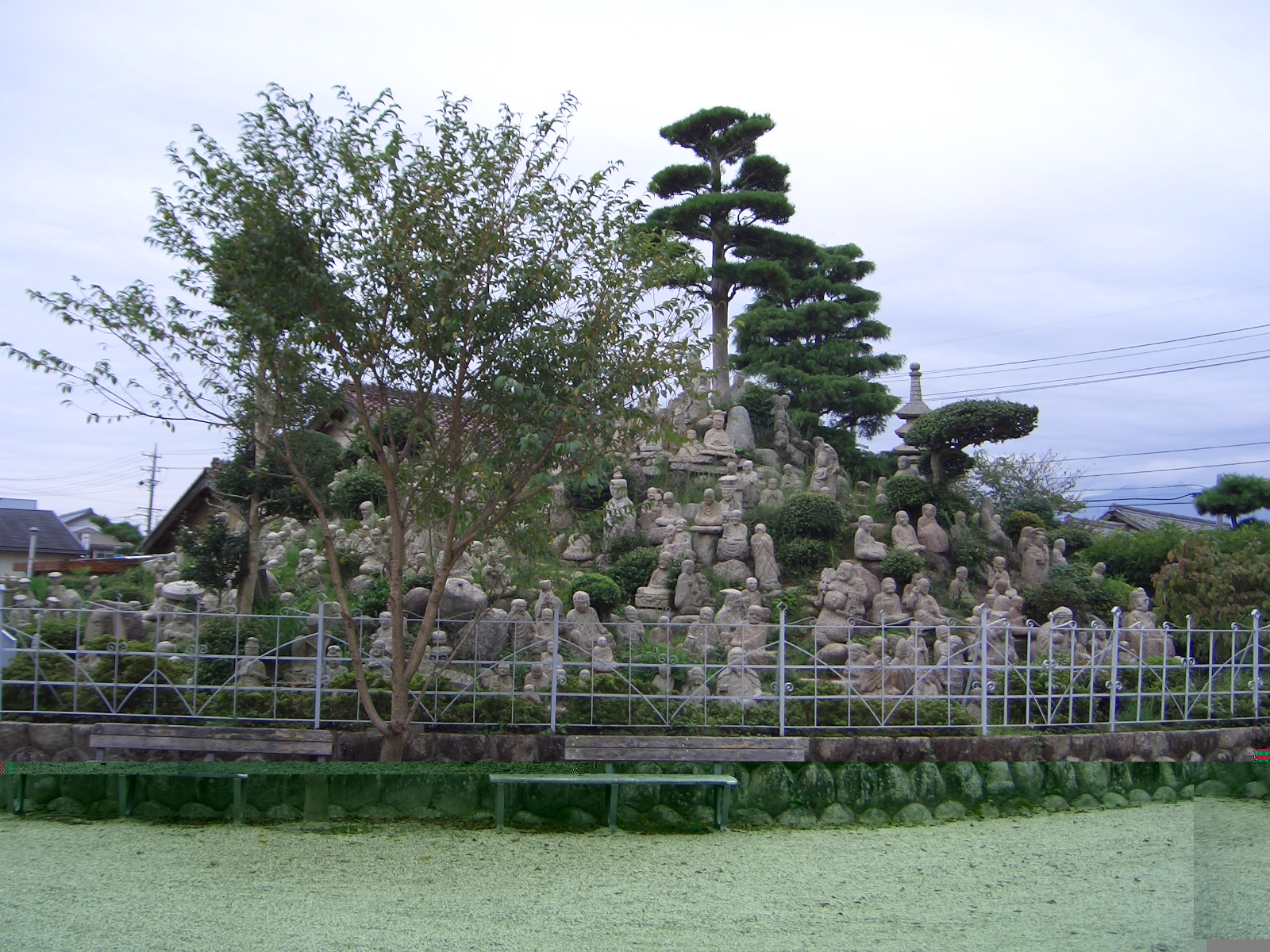
竹成五百羅漢

## 概要
嘉永5年（1852年）2月、竹成出身の僧照空（神瑞）が、大日堂の境内に15年の歳月を費やして完成させたと伝えているが、実際のところは、照空より依頼をうけた桑名の石工、石長こと藤原長兵衛一門により、慶応2年（1866年）に完成している。その後石仏は明治9年（1876年）の地租改正時に起こった伊勢暴動によって大日堂が焼かれた。明治時代の廃仏毀釈の影響で、石仏が破壊されたり、仏教美術品が持ち去られるような仏教弾圧の時期があった。
石像群は小高く盛られた土山に、東側を正面にして、釈迦三尊を主尊とする羅漢像、大日如来を中心とする密教系の明王、天部などの石像で構成されており、正面入り口より、地蔵菩薩、三蔵法師、弥勒菩薩、南側に願主照空、閻魔大王、北側には天照大神、天狗、七福神、釈迦苦行像、三猿などの石仏が並んでおり、石仏の裏側には尊者名と番号が記された石仏と、記されていない石仏とがある。釈迦如来・地蔵菩薩・三蔵法師・弘法大師の空海の仏教系の石像があれば、天照大神・猿田彦命などの神道系の石像もあり神仏が入り乱れている。

## 照空（上瑞）
照空上人（上瑞和尚）は天明8年（1788年）5月竹成で生まれており、文化9年（1812年）出家し野登寺にて修行する。天保12年（1841年）竹成へ帰村後、安政2年（1855年）4月11日68歳で入滅 。
照空は野登寺での修行時代に、野登山周辺に不動明王や行者の石像を建立するなど、多くの事業を行っている。事業の資金として、領主である亀山城主に度々無心にいっており、照空を庇護していた城主であったが、反感を買ってしまい失脚させられることとなり、晩年を竹成で過ごすこととなる。この後五百羅漢の石仏を作ることとなるが、完成を見る前に死を迎えている。。

## 大日堂
大日堂は大平山松樹院と称し、この松樹院は願行寺の門前にあったお堂を、照空が現在地に移し、敷地内に五百羅漢を建立している。大正6年（1917年）鈴木又市により田口新田の真願寺より、旧本堂を移築している。本尊として二体の大日如来座像が安置されており、共に三重県指定の有形文化財（彫刻）に指定されている。

## 所在地
- 三重県三重郡菰野町竹成2070

## 周辺
- 福王神社
- 尾高観音
- 松岡直右衛門出身地（竹成米の顕彰碑）

## アクセス
- 近鉄菰野駅より北へ約6km。